# Gert Hübner
Gert Hübner (* 17. Dezember 1962 in Bayreuth; † 13. Juni 2016 in Binningen) war ein deutscher Germanist und Extraordinarius für Germanistische Mediävistik im Europäischen Kontext an der Universität Basel.

## Leben
Hübner legte 1982 das Abitur in Bayreuth ab. Anschließend studierte er Germanistik, Geschichte, Philosophie und Allgemeine Rhetorik an den Universitäten Bamberg und Tübingen. 1990 legte er den Magister Artium an der Universität Bamberg ab, wo er 1991 auch das Erste Staatsexamen für das Lehramt an Gymnasien bestand. Ab 1991 war er Wissenschaftlicher Mitarbeiter und von 1996 bis 2004 Wissenschaftlicher Assistent am Lehrstuhl für Deutsche Philologie des Mittelalters und der Frühen Neuzeit an der Universität Bamberg. 1996 wurde er an der Universität Tübingen promoviert und 2002 an der Universität Bamberg habilitiert.
2004 wurde Gert Hübner Hochschuldozent und 2008 außerplanmäßiger Professor für Ältere deutsche Literatur an der Universität Leipzig, wo er u. a. die Umsetzung der Bologna-Reform leitete. 2009 berief ihn die Universität Basel zum außerordentlichen Professor für Germanistische Mediävistik im Europäischen Kontext.

## Forschungsschwerpunkte
Hübners historische Forschungsschwerpunkte waren die Lyrik und Epik des 12. bis 16. Jahrhunderts, insbesondere Minnesang, Sangspruchdichtung, spätmittelalterlich-frühneuzeitliches Liebeslied, Höfischer Roman und spätmittelalterlich-frühneuzeitliche Schwankliteratur. Seine methodischen Schwerpunkte bildeten die Historische Poetologie, Rhetorik und Literatur, Narratologie sowie romanisch-deutsche und lateinisch-deutsche Literaturbeziehungen.

## Schriften (Auswahl)

### Monographien
- Frauenpreis. Studien zur Funktion der laudativen Rede in der mittelhochdeutschen Minnekanzone (= Saecula spiritalia. Bd. 34–35). 2 Bände. Baden-Baden 1996 (Dissertation; Rezension).
- Lobblumen. Studien zur Genese und Funktion der „Geblümten Rede“ (= Bibliotheca Germanica. Bd. 41). Francke, Tübingen/Basel 2000 (Rezension; Rezension).
- Erzählform im höfischen Roman. Studien zur Fokalisierung im „Eneas“, im „Iwein“ und im „Tristan“. (= Bibliotheca Germanica. Bd. 44). Francke, Tübingen/Basel 2003 (Habilitationsschrift).
- Ältere deutsche Literatur. Eine Einführung (= UTB. Bd. 2766). Francke, Tübingen/Basel 2006; 2., vollständig überarbeitete und erweiterte Auflage 2015.
- Minnesang im 13. Jahrhundert. Eine Einführung (= Narr Studienbücher). Narr, Tübingen 2008.

### Herausgeberschaft
- Deutsche Liebeslyrik im 15. und 16. Jahrhundert. 18. Mediävistisches Kolloquium des Zentrums für Mittelalterstudien der Otto-Friedrich-Universität Bamberg (= Cloe. Bd. 37). Rodopi, Amsterdam/New York 2005.
- mit Petra Schöner: Artium conjunctio. Kulturwissenschaft und Frühneuzeitforschung. Aufsätze für Dieter Wuttke (= Saecvla Spiritalia. Bd. 48). Koerner, Baden-Baden 2013.
- mit Dorothea Klein: Sangspruchdichtung um 1300. Akten der Tagung in Basel vom 7. bis 9. November 2013 (= Spolia Berolinensia. Bd. 33). Weidmann, Hildesheim 2015.
- mit Stephan Füssel, Joachim Knape: Artibus. Kulturwissenschaft und deutsche Philologie des Mittelalters und der frühen Neuzeit. Festschrift Dieter Wuttke. Harrassowitz, Wiesbaden 1995.